# Rtischtschewski rajon
Der Rtischtschewski rajon (russisch Ртищевский район) ist ein Rajon in der russischen Oblast Saratow. Das Verwaltungszentrum ist die Stadt Rtischtschewo.

## Geographie

### Geographische Lage
Der Rtischtschewski rajon liegt im nordwestlichen Teil der Oblast Saratow, etwa 200 Kilometer westlich der Stadt Saratow an der Grenze zur Oblast Pensa. Der Rajon befindet sich in der Übergangszone von Waldgebiet zur Steppe nahe der Quelle des Flusses Chopjor.

## Gliederung

Gemeinden im Rtischtschewski rajon

Der Rajon gliedert sich in die Stadtgemeinde Rtischtschewo und sechs Landgemeinden mit insgesamt 93 Ortschaften.
Die Orte in dem Rajon mit den höchsten Einwohnerzahlen sind:
- Rtischtschewo 44.800 Einwohner
- Saltykowka 1424 Einwohner
- Rtischtschewski 1156 Einwohner
- Temp 1057  Einwohner
- Makarowo 920 Einwohner
- Jelan 786  Einwohner

## Wirtschaft
Der Rajon ist überwiegend landwirtschaftlich geprägt. Es wird vor allem Getreide, Zuckerrüben angebaut und Rinderzucht betrieben.